# Vinkovich László
 Vinkovich László  (1944. július 17. –) magyar manöken, modell, fotómodell.

## Élete
Az 1970-80-as évek férfimodellje, manökenje. Férfi modellek, manökenek a szocializmusban jóval kevesebben voltak, mint a nők. Sokat foglalkoztatott férfi modell legfeljebb nyolc-tíz lehetett a 60-as évek végén, 70-es évek elején Magyarországon.
Az MTI-nél egy volt gimnáziumi osztálytársa hívta először próbafelvételre, ami meghozta a sikert, fotómodell lett. Vinkovich László férfimanöken 1972-től az Állami Biztosító reklámarca is volt, de  számos fotója jelent meg az Ország-világ, Ez a Divat és más lapokban (egyike az első magyar modelleknek). Fotósai voltak például Járai Rudolf és Vitályos József fotóművészek. Manökenként valamennyi hazai divatcégnek és ruhagyárnak dolgozott, illetve fellépett külföldön is.
Előzőleg, 1968-tól a Magyar TV dolgozott mint ügyelő és rendezőasszisztens.
1970-től az MTI reklám- és fotóosztályán mint modellszervező és modell dolgozott.
Szabadúszó fotós is volt az Ez a Divat, Hétfői Hírek, Évszakok lapoknál.
Húsz éven át volt kiemelkedő manöken.